# Elsinoë pitangae
Elsinoë pitangae är en svampart som beskrevs av Bitanc. & Jenkins 1940. Elsinoë pitangae ingår i släktet Elsinoë och familjen Elsinoaceae.   Inga underarter finns listade i Catalogue of Life.